# Flatbush Avenue
Flatbush Avenue je ulice v newyorském Brooklynu. Je dlouhá bezmála 16 km a vede od mostu Marine Parkway Bridge u letiště Floyd Bennett Field až k Manhattanskému mostu, který spojuje Brooklyn s Manhattanem. Prochází mimo jiné parkem Prospect Park. Po většinu své trasy je čtyřproudou silnicí. Ulice je obsluhována autobusy linky B41, které provozuje MTA Regional Bus Operations. V kratší délce je rovněž obsluhována linkou Q35 a dalšími. V blízkosti Flatbush Avenue se nachází mimo jiné železniční stanice Atlantic Terminal, aréna Barclays Center a pobočky Brooklynské veřejné knihovny.